# Spinderok
Spinderok, hjulrok eller rok er et redskab til at spinde, det vil sige sno, fibre til tråd og garn. Tråd og garn bruges særlig til vævning og strikning. At fremstille tøj var meget tids- og arbejdskrævende før masseproduktionen. Spinderokkene, som blev taget i brug i Europa fra 1500-tallet, lettede arbejdet betydeligt.
De almindeligste hjulrokke i Danmark har et pedaldrevet svinghjul (via krumtapmekanismen), et vandret eller skråtstillet bræt (rokkebryst), en vinge (spindel), som spinder tråden, og en rulle, som samtidig spoler garnet op. På skotrokkene sættes drivhjulet i sving med håndkraft. Der vindes garnet på tenen, efter at det er spundet.
Oprindelig blev ordet rok, som kan stamme fra et gammelt indoeuropæisk ord for «at spinde», brugt som betegnelse både på det aflange træstykke (spindepind), hvorpå man hænger fibermaterialet, når man spinder, og på en håndten (spindel). Siden er ordet rok særlig brugt som navn på forskellige slags hjulrokke.

## Etymologi
Oprindelsen til ordet rok er usikker. På norrønt og islandsk har det formen rokkr og kommer fra ældre tysksproglige former som rock, rocko og rocken. Der er det lånt fra gammelsaksisk rok (i angelsaksisk fandtes ordet rocc). Dette ord er vandret mellem flere gamle sprog med udgangspunkt i en indoeuropæisk ordrod, som oprindelig kan have betydet «spundet garn» eller lignende. Ordroden forekommer i det old-irske rucht, der betyder «tunika» eller «trøje», og antagelig også i rokk i betydningen «langt overtøj».
På svensk betyder rock stadig «frakke», mens rock på tysk desuden kan betyde «skørt».
Rok som betegnelse for «spinderedskab» er blevet udlånt fra germanske sprog til det italienske rocca. Derfra er ordet i formen rochetta, «lille håndrok», blevet til raket, en genstand med samme aflange form som et rokkehoved eller en spindepind til at hænge uld på.
Ordet rock som betegnelse på rockmusik kommer fra det amerikanske udtryk rock'n'roll, det vil sige at «rokke og rulle». Det engelske rock betyder «rokke», «vugge», «gynge» eller «bevæge i ryk», og stammer fra et gammelt germansk ord, som også har givet «rykke» og måske «rutsje» i det danske sprog.

## Historie
| Hovedprincippet i al spinding er, at fibrene trækkes ud og snos, så de hænger sammen i en tråd. Allerede i stenalderen begyndte man at bruge håndtene til det. En sådan ten er en lille, lige pind med noget tungt i den ene ende. Når fibermaterialet bliver fæstnet til tenen, og den bliver hængt ned og sat i rotation, snos tråden, som så kan vikles op som garn. Indretninger med spindehjul til at drive tenen rundt blev taget i brug i Indien efter år 500. Opfindelsen med hjul og snoroverføring blev via orienten ført videre til Europa i middelalderen i 1100-tallet. Enkle skotrokke med spindehjul var kendt i Frankrig i 1200-tallet. Vingerokken blev udviklet i Nord-Italien og Tyskland sidst i 1400-tallet. Den gjorde spindingen endnu mere effektiv, ved at den både spandt og rullede tråden op. Det første kendte billede af en sådan rok er fra et tysk håndskrift fra 1480. Da rokkene spredte sig i mellemeuropa i 1200-tallet, sørgede laugene imidlertid flere steder for, at de nye redskaber blev forbudt. Forbud er dokumenteret i Venezia i 1224, Bologna i 1256, Paris i 1268, Speyer i 1280, Abbeville i 1288, Siena i 1292 og i Douai i 1305. Forbuddet blev iværksat for at beskytte produktionen af uld spundet med håndten, en vare, som blev anset for at være af højere kvalitet. I Livre des metiers fra Brugge omkring 1349, siges, at uldtråd spundet med rok er for svag, ujævn, klumpet og utilstrækkeligt snoet. Derudover har formentlig frygten for øget konkurrence været afgørende. Spindevirksomheden blev allerede udført af mængder af spindersker, som arbejdede hjemme, ofte under elendige betingelser og for lav betaling. Alligevel opretholdt laugene i mange områder rok-forbuddet frem til 1400- og 1500-tallet. Vingerokken kom til byerne i Danmark i slutningen af 1500-tallet, men blev først almindelig i 1700-tallet. Ikke før i 1740'erne kom de tunge skotrokke til Danmark, men de fik ikke den store udbredelse. Sådanne rokke blev taget i brug ved tugthusmanufakturerne, de såkaldte spindehuse, straffeanstalter eller fængsler, hvor børn og kvinder dømt for løsgængeri, utugt, tiggeri og andet, blev sat til at spinde og væve (Se f.eks. Tugt- og Børnehuset). Ellers forandrede vingerokken sig i 1800-tallet. Da blev drivhjulet større, delene spinklere, og det skråstillede rokbryst blev ofte stillet vandret. Spinding, vævning og andet arbejde med tekstiler var tidligere typisk kvindearbejde. Dette var en tidkrævende aktivitet, og også mange børn måtte hjælpe til. Hjulrokkene lettede og effektiviserede dette arbejde kraftig i forhold til håndtenene, men spinding krævede fortsat nøjagtighed og træning for at få godt garn. Med rokkene opstod også en ny faggruppe af håndværkere, nemlig rokkemagere og -drejere, mænd, som lavede og reparerede spinderokke. De etablerede sig først i byerne, men spredte sig snart også til landsbyerne. Den første spindemaskine, hvor garnet blev viklet op på 250 roterende spindler, blev lavet i England i 1743. Den engelske væver James Hargreaves (1720-1778) opfandt sin «Spinning Jenny», en automatiseret spindemaskine, i 1764. Den spandt lige så meget bomuldsgarn som 20-30 kunne med hver sin rok, og opfindelsen lagde dermed grunden for den industrielle revolution og tekstilindustrien, som efterhånden overtog i stedet for rokkene. Selv om spindemaskinerne og -industrien kunne producere billige stoffer, forblev rokkene almindelige i private hjem. Redskabet var mange steder en del af det påkrævede brudeudstyr, som den nygifte skulle tage med sig ind i husholdningen. Spinderokke bruges også i dag i store dele af verden. I Vesten er det imidlertid mest til hobbybrug og husflid, hvor brugskunstnere og andre også bruger moderne, elektrisk drevne rokke. Det samme gælder håndtene. De gik af brug i Danmark før år 1900, men benyttes stadig lidt i hobbysammenhæng og flere steder i verden i fattigere egne. |

## Forskellige typer rokke
| Hjulrokke grupperes ofte i hovedtyperne hjul- eller vingerokke og skotrokke. Listen her viser flere typer, særlig fra Europa. Mange af varianterne er kendt under flere navne. - Håndrok, rok eller spindepind er et hjælperedskab i form af en tilskåret pind, hvor spindematerialet, for eksempel kartet uld, kan bindes fast eller vikles rundt. Sådanne rokke kan bruges sammen med både håndten og hjulrok. De kan holdes i hænderne, stikkes under armen, klemmes mellem knæene, fæstes i bæltet eller lægges i skødet. En drejet træstav med tilsvarende funktion, som enten er monteret på hjulrokken eller udstyret med en korsfod, kaldes ofte rokhoved. Ordet håndrok kan også bruges som betegnelse for håndten, og desuden om hele systemet med rokkehovedpind og hængende håndten. - Hjulrok er alle slags rokke med et hjul, som driver spindemekanismen med ten og rulle rundt. Betegnelsen bruges almindeligvis om vingerok. - Skotrok er en ældre og enklere type hjulrok, hvor drivhjulet bliver snurret med hånden. Hjulet på skotrokkene er ofte stort og drejer en enkel ten. Spindingen og oprulningen af garnet på spolen sker derfor i to adskilte processer. Ordet skotrok har usikker oprindelse, men kan oprindelig have betegnet en spinderok af skotsk type med stort, hånddrevet hjul. - Vingerok er en videreudviklet hjulrok, hvor tenen er påmonteret både vinge (også kaldt vinde eller spindel) og rulle (rulle, spole, bobin), således at spinding og opvikling foregår samtidig. Når spindersken træder på fodbrættet, går drivhjulet rundt og driver vingen og rullen med hver sin hastighed. Fibrene løber i et spor ind på vingen yderst. Garnet snos dermed samtidig med at det rulles op på rullen inderst på tenen. Spindeapparatet er placeret på brættet (rokbrystet) midt på rokken. Den høje stav, rokhovedet, kan bruges til at hænge uld i før spinding. - Langrok er en lang, lav spinderok af den ældre skotroktype, hvor spindelen bliver drevet af et hjul med håndtag. - Opstanderrok eller opstadrok er et andet navn for en stående hjulrok, i modsætning til håndrok. - Træderok er en rok med træde- eller fodbræt. - Spolerok er en lille rok til opspoling af islæt (tværsgående tråde i en væv). - Tvinderok er rok eller tvindemaskine til tvinding af tykkere garn. - Sladrerok er en spøgefuld betegnelse på håndtene og enkle, gammeldags rokke, som man kunne tage med sig, når man kom sammen for at snakke. - Charkha er en enkel, lav rok, som traditionelt bliver brugt i Indien. Pasifisten Mahatma Gandhi (1869-1948) anbefalede spinding og vævning af khadi, et lokalproduceret tekstil af håndspundet garn, både som et politisk kampmiddel mod briternes kolonistyre i Indien, og som en aktivitet for at styrke selvdisiplinen. Charkhaen repræsenterede for mange Indiens økonomiske underlegenhed i forhold til tekstilproducenten Storbritannien, men blev også brugt i frihedskampen. Gandhi beskrev den beskedne indretning som «inkarnationen af Indien og løsningen på alle landets ulykker» (the embodiment of India and the redemption of all its ills), og foreslog rokken som flagmotiv allerede i 1916. Charkhaen, hvis navn etymologisk hænger sammen med chakra (sanskrit for «hjul»), blev dermed symbol for den indiske frihedskamp. Råmaterialet til spinding kan være naturfibre som lin, uld, bomuld og silke, eller kunstfibre. I ældre tid blev også hamp og nælde spundet til tråd, for eksempel for at væve sejldug, et meget resource- og arbejdskrævende produkt, som ellers krævede store mængder uld. Ved brug af håndtene bliver fibrene strakt på grund af vægten af tenen, og det garn bliver glattere og tættere end det, som er spundet på skotrokke, hvor fibrene bliver ført ind mod tenen fra siden, og ikke strækkes lige meget. Et haspetræ er et redskab, som bruges til at vinde det færdigspunde garn fra spolen på, for at lave en haspe eller et garnbundt, mens en garnvinde bruges til at vinde fra en haspe til et garnnøgle. |

- Fotografi fra 1870'erne af kvinde fra Alsace klædt i folkedragt ved en lille rok med højt rokhoved med uldfiber.
- Postkort af ung fransk kvinde ved rokken ca. 1910.
- Demonstration af gammel skotrok med stort drivhjul på et «præriemuseum» i Fishers i Indiana i USA.
- Kommunevåben for Kåfjord (Gáivuotna) blev godkendt i 1989, og er prydet med en sølvfarvet rok på rød bund. Motivet skal symbolisere husflid og traditioner.

## Andet
- Rokkekarl var en mand, som ifølge gamle traditioner måtte give en kvinde en ny rok eller reparere den gamle, hvis han var den første mand, der så hende spinde i det nye år.
- I svenske områder omkring Østersøen var det almindeligt at give rockblad som friergaver fra ca. 1770 til 1900. Et rockblad var et fladt træstykke med takker og spor, som blev stukket fast på spinderokkenes rokkehoved og brugt til at ophænge hørfibrene på. Skikken med at give hjemmelavede rockblad med enkle, udskårne symboler og malet i fine farver som frier- eller forlovelsesgaver til unge piger kom til Sverige fra Øst-Europa. Andre typer dekorerede og samtidig praktiske friergaver kunne være mangletræer og udskårne detaljer til vævestole.
- Ordet rokkehjul kan også betyde rokkering.